# Mary Horner
Pour les articles homonymes, voir Lyell.
Mary Horner Lyell, née le 9 octobre 1808 à Londres et morte le 24 avril 1873 dans la même ville, est une géologue et conchyliologiste anglaise.
Son père Leonard Horner et son époux Charles Lyell sont tous deux géologues. Elle n'est jamais devenue connue à part entière, bien que les historiens pensent qu'elle a probablement apporté une contribution majeure au travail de son mari.

## Biographie
Mary Elizabeth Horner est née à Londres en 1808. Elle est l'aînée des six filles de Leonard Horner, un professeur de géologie qui enseignait en Angleterre et en Allemagne. Leonard Horner souhaitait que tous ses enfants soient bien éduquées. Mary Horner est devenue conchyliologiste et géologue, tandis que sa jeune sœur Katharine Murray Lyell est devenue botaniste.
En 1832, elle épouse Charles Lyell (1787-1875) avec qui elle partage son amour de la géologie et de la littérature, ainsi que des liens d'amitié au sein du monde de la littérature. La sœur de Mary Horner Lyell, Katharine Murray Lyell, épouse le jeune frère de Charles Lyell, Henry Lyell.

## Carrière
Horner Lyell est surtout connue pour son travail scientifique en 1854, lorsqu'elle a étudié sa collection d'escargots des îles Canaries. Cette étude peut être comparée à celle de Charles Darwin sur les oiseaux et les tortues des îles Galapagos.
Mary et Charles Lyell travaillent ensemble. Elle accompagne son mari lors d'expéditions sur le terrain et l'aide en esquissant des dessins géologiques, en préparant leurs vêtements, équipements et spécimens, en cataloguant leurs collections, en apprenant l'espagnol et le suédois en plus du français et de l'allemand qu'elle maîtrise déjà, afin de faciliter les communications et en prenant des notes lorsque sa vue baisse dans les dernières années.
Le géologue Roderick Murchison note sa présence à des réunions de la London Geological Society, prouvant son intérêt et sa compréhension approfondie de la géologie. Elle correspond par écrit avec la naturaliste Elizabeth Cary Agassiz au sujet de la géologie glaciaire de l'Amérique du sud. Elle correspond également avec William Prescott[Qui ?].
Horner Lyell est présente lors de conversations entre son mari et Charles Darwin, l'aidant plus tard en recherchant des bernacles, ce qu'il a reconnu dans une lettre dans laquelle il a discuté de la géologie des vallons écossais.

## Distinctions
Un cratère sur la planète Vénus a été nommé Horner en son honneur.

### Source externe
- (en) Marilyn Bailey Ogilvie, Women in science, The MIT press,  (ISBN 0-262-15031-X)

- Ressource relative à la recherche :   - Biodiversity Heritage Library
- Ressource relative aux beaux-arts :   - National Portrait Gallery
- Notices d'autorité :   - VIAF
  - ISNI
  - LCCN
  - GND
  - WorldCat